# إسحاق ديلغادو
إسحاق ديلغادو (بالإنجليزية: Isaac Delgado)‏ هو شخصية أعمال أمريكي، ولد في 1839، وتوفي في 1912.